# Phthersigena pallidifemur
Phthersigena pallidifemur är en bönsyrseart som beskrevs av Tindale 1923. Phthersigena pallidifemur ingår i släktet Phthersigena och familjen Amorphoscelidae. Inga underarter finns listade i Catalogue of Life.